# Leon Mały
Leon Mały (ur. 17 sierpnia 1958 w Barze) – ukraiński biskup rzymskokatolicki narodowości polskiej, biskup pomocniczy lwowski od 2002.

## Życiorys
Od 1975 był uczniem, a następnie bliskim współpracownikiem księdza Henryka Mosinga. W latach 1977–1984 studiował teologię i filozofię w podziemnym seminarium pod kierunkiem ks. dr. Henryka Mosinga, założyciela świeckiego instytutu św. Wawrzyńca „Pomocników Kościoła”. W 1984 ukończył technikum obsługi aparatów filmowych we Lwowie.
7 czerwca 1984 został we Lwowie potajemnie wyświęcony na kapłana przez biskupa Jana Cieńskiego. W latach 1984–1990 pomagał księdzu Henrykowi Mosingowi w pracy duszpasterskiej, pracował na Podolu jako podróżujący duszpasterz, pracował na południu Ukrainy m.in. w Brajłowie oraz na terenie Rosji. W latach 1991–1995 prowadził duszpasterstwo we wspólnotach rzymskokatolickich obwodu chersońskiego.
W latach 1995–2000 studiował teologię na Uniwersytecie św. Apolinarego w Rzymie. W 2000 uzyskał doktorat z teologii na podstawie rozprawy z teologii dogmatycznej pt. Eklezologia w dziełach Józefa Bilczewskiego, 1860–1923.
W 2000 został prefektem i wykładowcą Seminarium Duchownego we Lwowie-Brzuchowicach. W 2000 został również wykładowcą w Seminarium Duchownym w Gródku Podolskim.
4 maja 2002 został mianowany przez papieża Jana Pawła II biskupem pomocniczym archidiecezji lwowskiej i biskupem tytularnym Tabunii.
Do 2009 był administratorem parafii św. Marii Magdaleny we Lwowie.
W 2016 został odznaczony Krzyżem Oficerskim Orderu Zasługi Rzeczypospolitej Polskiej.